# Portsmouth (Iowa)
Portsmouth és una població dels Estats Units a l'estat d'Iowa. Segons el cens del 2000 tenia 225 habitants, 96 habitatges, i 62 famílies. La densitat de població era de 321,8 habitants/km².